# Patrick Flynn
Patrick J. "Pat" Flynn, född 17 december 1894 i Bandon i Cork, död 5 januari 1969 i Queens i New York, var en amerikansk friidrottare.
Flynn blev olympisk silvermedaljör på 3 000 meter hinder vid sommarspelen 1920 i Antwerpen.